# Nadia Erni
Nadia Erni (* 26. Juni 1977 in Luzern) ist eine ehemalige Schweizer Beachvolleyballspielerin.

## Karriere
Nachdem Erni mit ihrer Schwester Daniela Erni im 1998 bereits erste internationale Erfahrungen gesammelt hatte, bildete sie 1999 mit Karin Trüssel ein Duo und nahm an verschiedenen Nationalen Turnieren teil. Zusammen mit Trüssel erreichte sie beim Satellite-Turnier der FIVB in Portici die Top Ten, kam bei der Europameisterschaft in Palma trotz einer guten Leistung in den einzelnen Spielen nicht über den geteilten letzten Platz hinaus.
Eine Rückenverletzung zwang Erni die Saison 2000 und 2001 kürzerzutreten und sie konnte in den zwei Jahren nur sporadisch trainieren. Trotzdem bestritt Erni im 2000 das  FIVB Open in Gstaad mit Nicole Schnyder-Benoit und belegte den geteilten 25. Rang. 2001 versuchten sie und die junge Spielerin Isabelle Forrer sich zu qualifizieren, was ihnen jedoch nicht gelang. 2002 kehrte Erni nach einer guten Genesung zu Trüssel zurück, welche jedoch im Winter eine Kreuzbandverletzung erlitten hatte und deshalb nun für sich im Aufbau war.
Das wiedervereinte Team konnte ab 2003–2005 einige Siege auf der Coop Beachtour ausmachen sowie qualifizierten sie sich mehrere Male erfolgreich für das Hauptfeld der internationalen Worldtour. 2005 gelang dem Duo ihr bestes Resultat, in Shanghai spielten sie sich erfolgreich zuerst ins Hauptfeld, wo sie mit 2 Siegen sich auf den geteilten 13. Rang vorkämpften. Davor und danach gab es noch weitere Hauptfeld-Einsätze, diese beendete das Duo aber jeweils auf dem 17., resp. 25. geteilten Rang (2004/2005).
An der EM 2004 am Timmendorfer Strand konnten sie das Duo zwar erfolgreich qualifizieren, danach war jedoch die Luft raus und sie beendeten das Turnier ohne Satzgewinn auf dem letzten Rang. Ähnlich erging es ihnen an der WM 2005 in Berlin, da unterlag das Duo zunächst den Kubanerinnen Ribalta/Crespo, schafften dann zwar gegen die ehemalige australische Olympiasiegerin und WM-Dritte Natalie Cook und deren Partnerin Summer Lochowicz immerhin in den Tiebreak. Dies obwohl sich Erni im Verlauf des Turniers verletzte.
2006 bildete Erni mit ihrer neuen Partnerin Muriel Grässli ein neues Gespann. Am ersten gemeinsamen Auftritt an der World Tour in Athen, konnte sich das neu formierte Duo bereits zum ersten Mal qualifizieren und zusammen internationale Hauptfeld-Luft schnuppern. Weitere Hauptfeld Einsätze hatten die zwei Schweizerinnen in Gstaad SUI, Victoria BRA und Phuket THA erreichen können.
Da Grässli anlässlich der U20-Weltmeisterschaft unterwegs war, spannte sie kurzerhand erneut mit Forrer für das Satelite Vaduz zusammen, wo sie ganz knapp wegen fehlender Abgesprochenheit den Halbfinal verpassten.
Erni/Grässli gewannen im folgenden Jahr die Schweizer Meisterschaft. An der WM in Gstaad starteten sie als eines der 3 Schweizer Teams, wo sie vor eigenem Publikum trotz eines Sieges schlussendlich in der Vorrunde ausschieden. Bei der anschliessenden Europameisterschaft in Valencia mussten sie sich den Deutschen Goller/Ludwig und den Russinnen Schirjajewa/Urjadowa, die alle den Halbfinal erreichten, geschlagen geben.
Im Jahre 2002 erspielte sich Erni mit ihrem damaligen Trainingspartner Patrick Bürgi den zweiten Rang bei einem Plauschturnier auf Sardinien.